# 中洲開臺清水寺
中洲開臺清水寺是臺灣臺南市學甲區的一間廟宇，主祀為清水祖師爺，是學甲慈濟宮上白礁謁祖與學甲刈香的基本參與廟宇，同時也是臺灣清水祖師文化交流協會的廟宇會員之一。

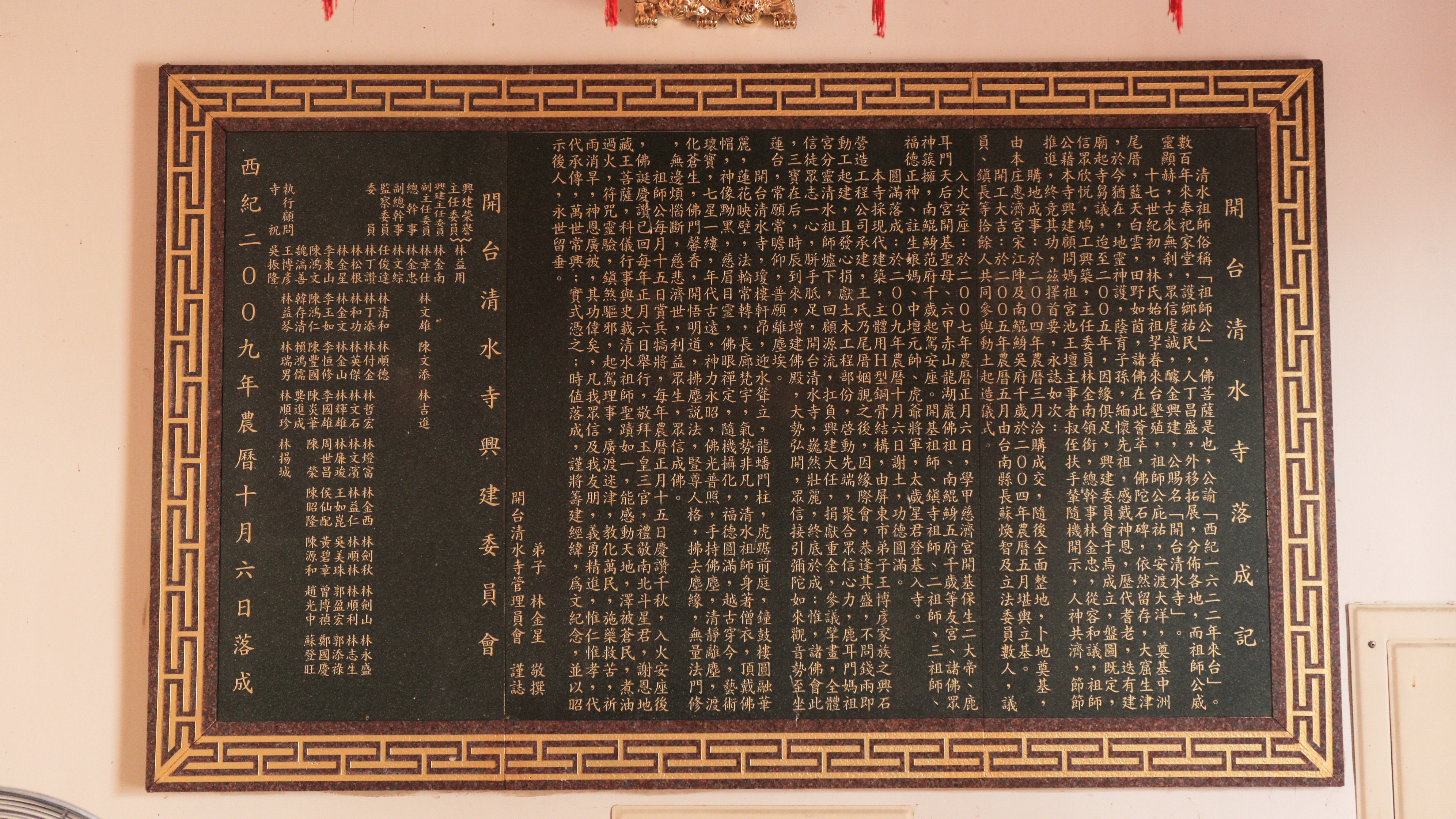
落成紀念碑

## 建廟沿革
中洲開臺清水祖師的祭祀年代甚為久遠，肇啟於三百多年前（1622年）有林氏先祖偕其家眷來臺進行墾殖，而為求安渡險惡的黑水溝（臺灣海峽）並期許來臺墾殖的順利平安，於是便由家鄉帶來祖師公祈以庇佑，以此同時便開始奉祀，惟墾殖初始之際因經濟條件不優渥，只能於自家供奉。
隨著經濟的提升加之庄頭人口增加，於是族人與庄民遂有了建廟起寺之提議，惟歷經數百年之後於2005年，在因緣俱足下信眾方有興建廟宇之行動，同時也成立興建委員會。雖確定建廟惟也歷經多年的過程，於2005年採購廟地成交旋即進行動土起造儀式，再而2007年入火安座，惟直到2009年農曆十月六日方才謝土，此時中洲清水寺方得功德圓滿。

## 軼事
通常廟宇舉辦活動都會準備一些紀念品或者吉祥物品，以此來與信眾們結緣或安家保平安，而中洲開臺清水在給信眾的結緣品，是限量的美金1元的紅包。

## 圖集

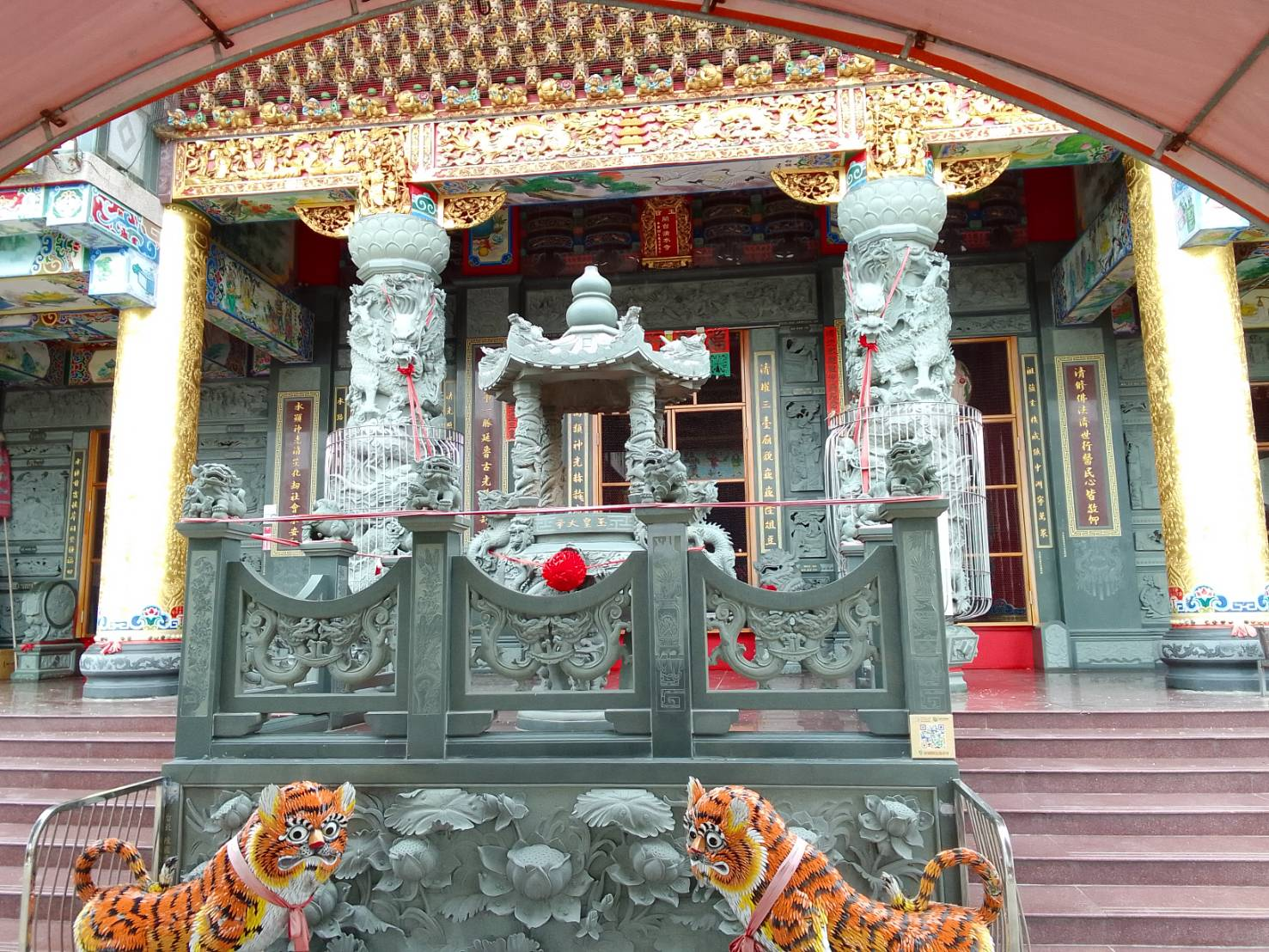
廟前天公爐-護寺雙虎
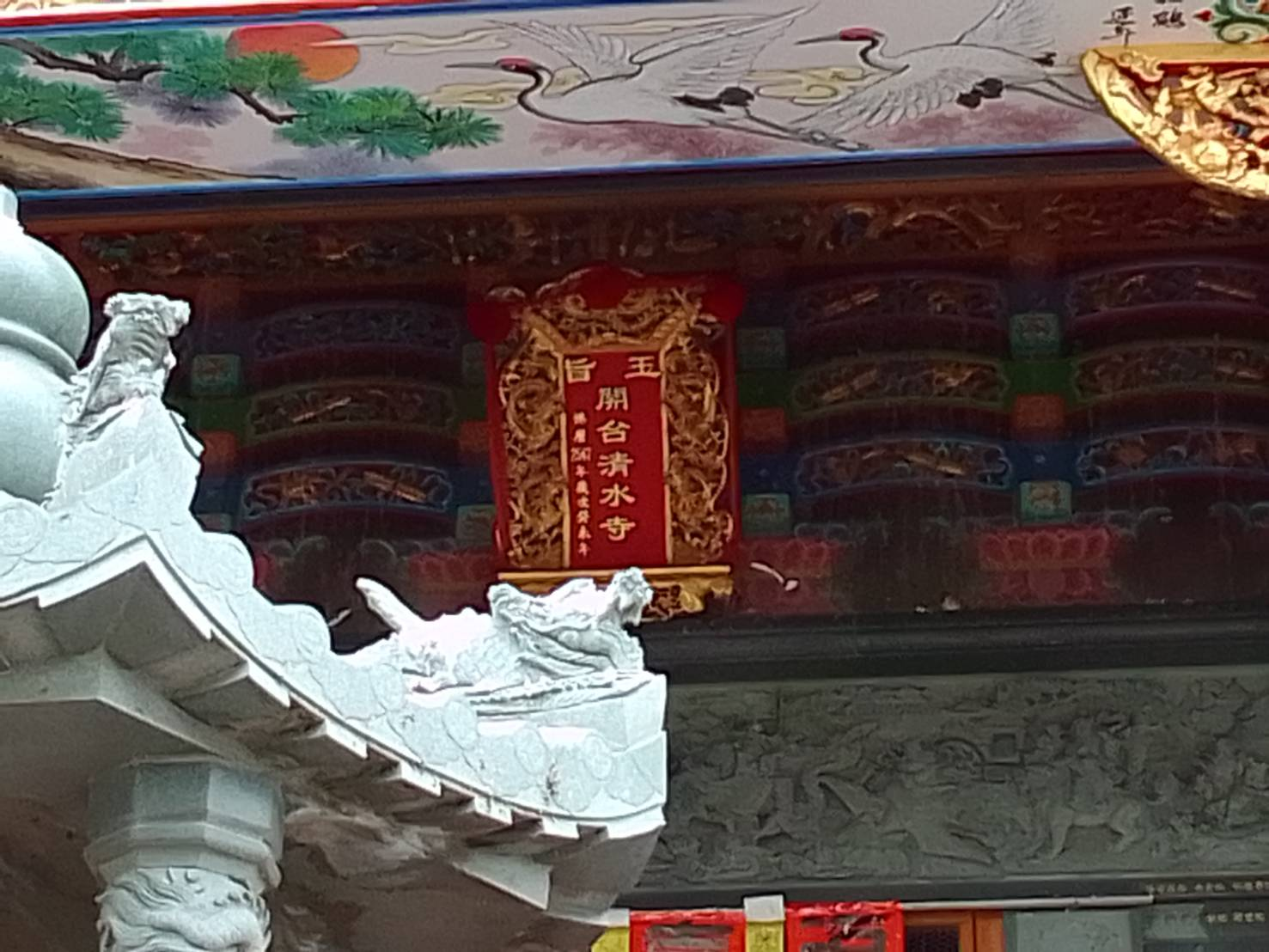
正殿前廟名冠疏
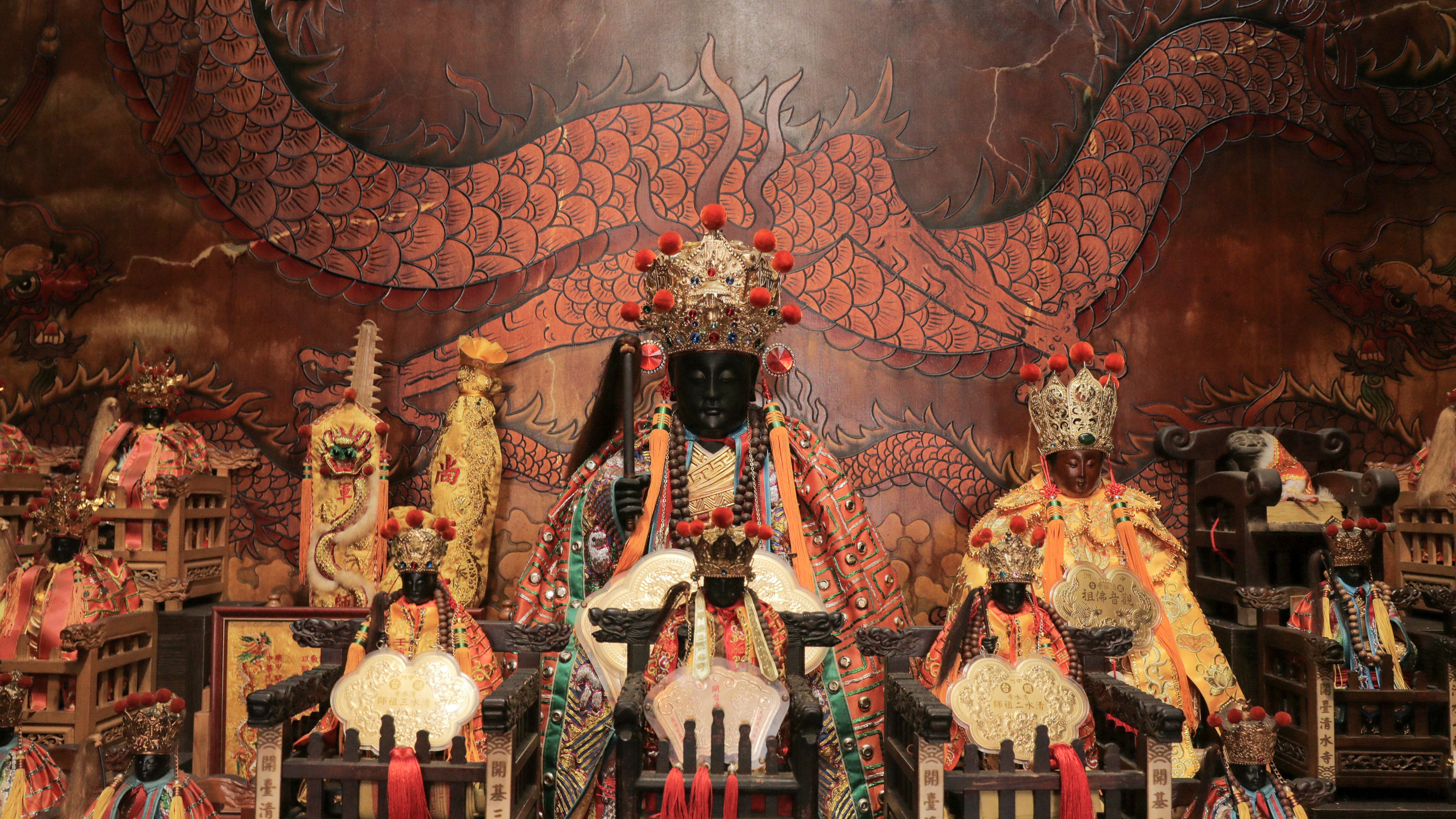
主祀神祇清水祖師
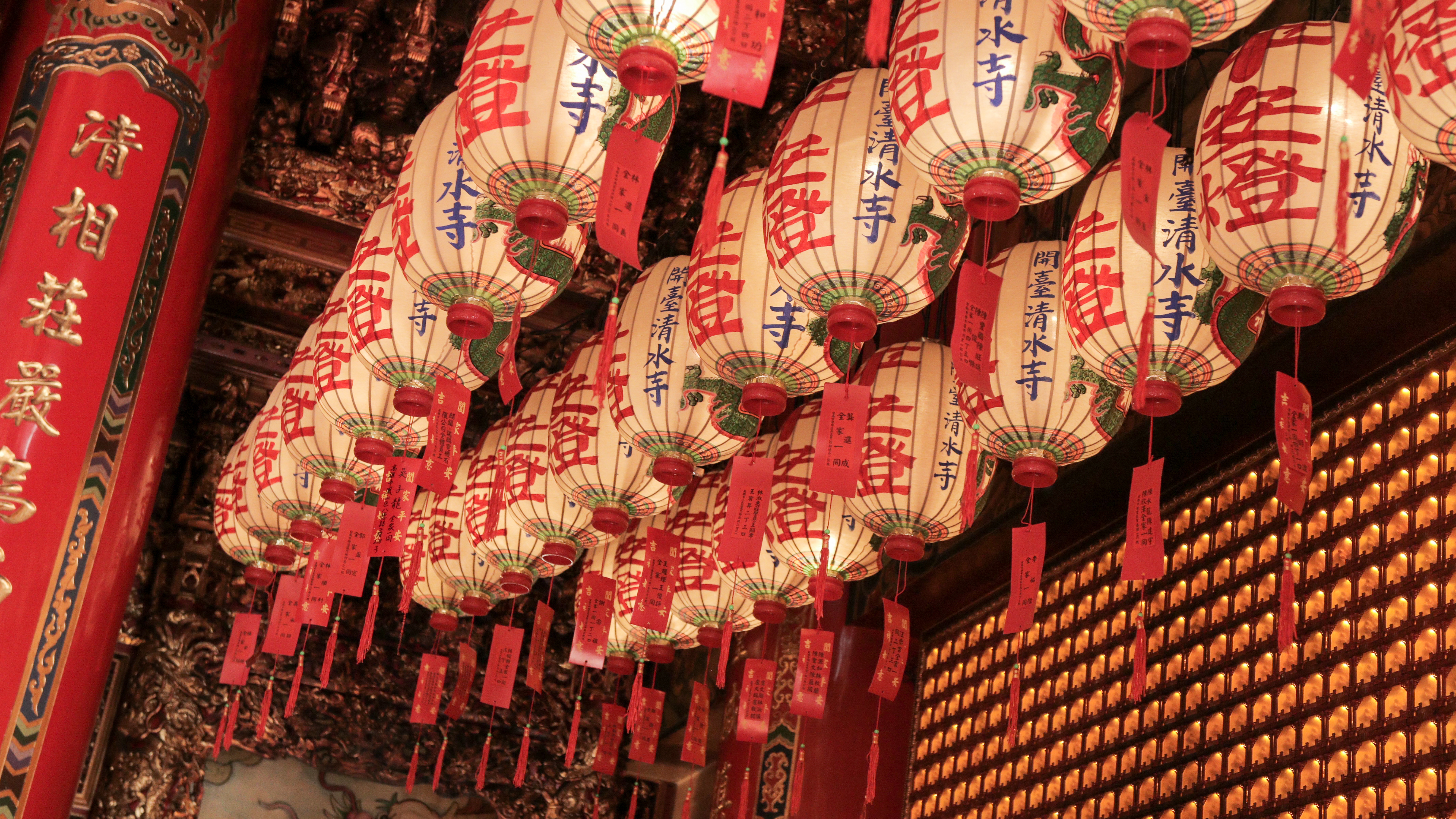
信眾平安光明燈